# Clematis vietnamensis
Clematis vietnamensis är en ranunkelväxtart som beskrevs av Wen Tsai Wang och N.T.Do. Clematis vietnamensis ingår i släktet klematisar, och familjen ranunkelväxter. Inga underarter finns listade i Catalogue of Life.